# Biserica Sfântul Gheorghe din Ocna Dejului
Biserica Sfântul Gheorghe este un monument istoric aflat pe teritoriul localității Ocna Dejului; municipiul Dej.

## Localitatea
Ocna Dejului, colocvial Ocna Dej, mai demult Ocne (în dialectul săsesc Okne, în germană Salzdorf, Salzgruben, în maghiară Désakna) este o localitate componentă a municipiului Dej din județul Cluj, Transilvania, România. Prima menționare documentară a satului Ocna Dejului este din anul 1236, sub numele de Deesakna.

## Biserica
Biserica de piatră cu hramul Sfântul Mare Mucenic Gheorghe a fost construită în jurul anului 1776, pentru românii din localitate. Nu mai este folosită pentru serviciul liturgic, în localitate existând două biserici ortodoxe: una cu hramul Sfinții Arhangheli Mihail și Gavriil (1928), cealaltă cu hramul Sfântul Nicolae (1934). Biserica este revendicată de parohia greco-catolică, neretrocedată.

## Imagini din exterior

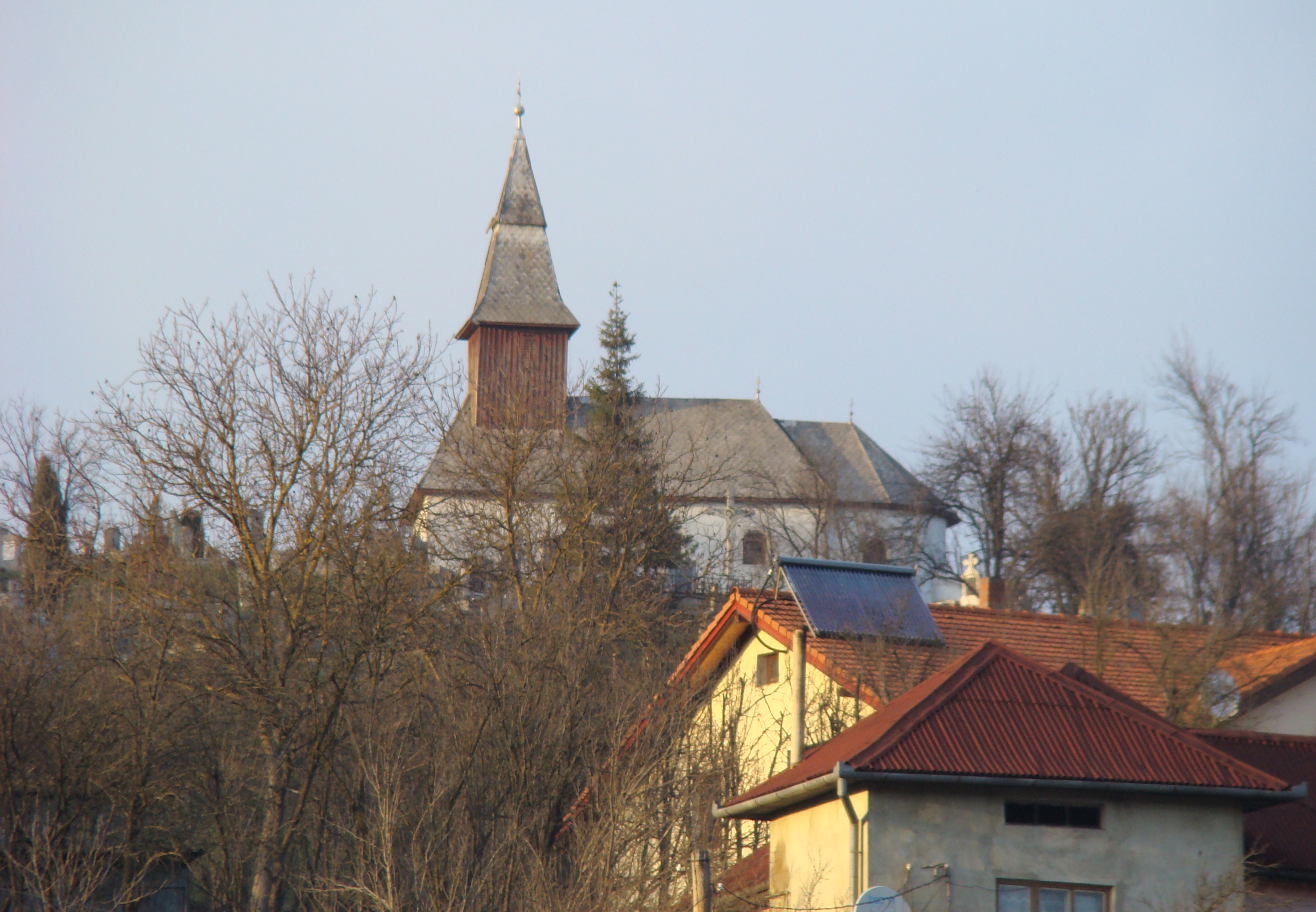
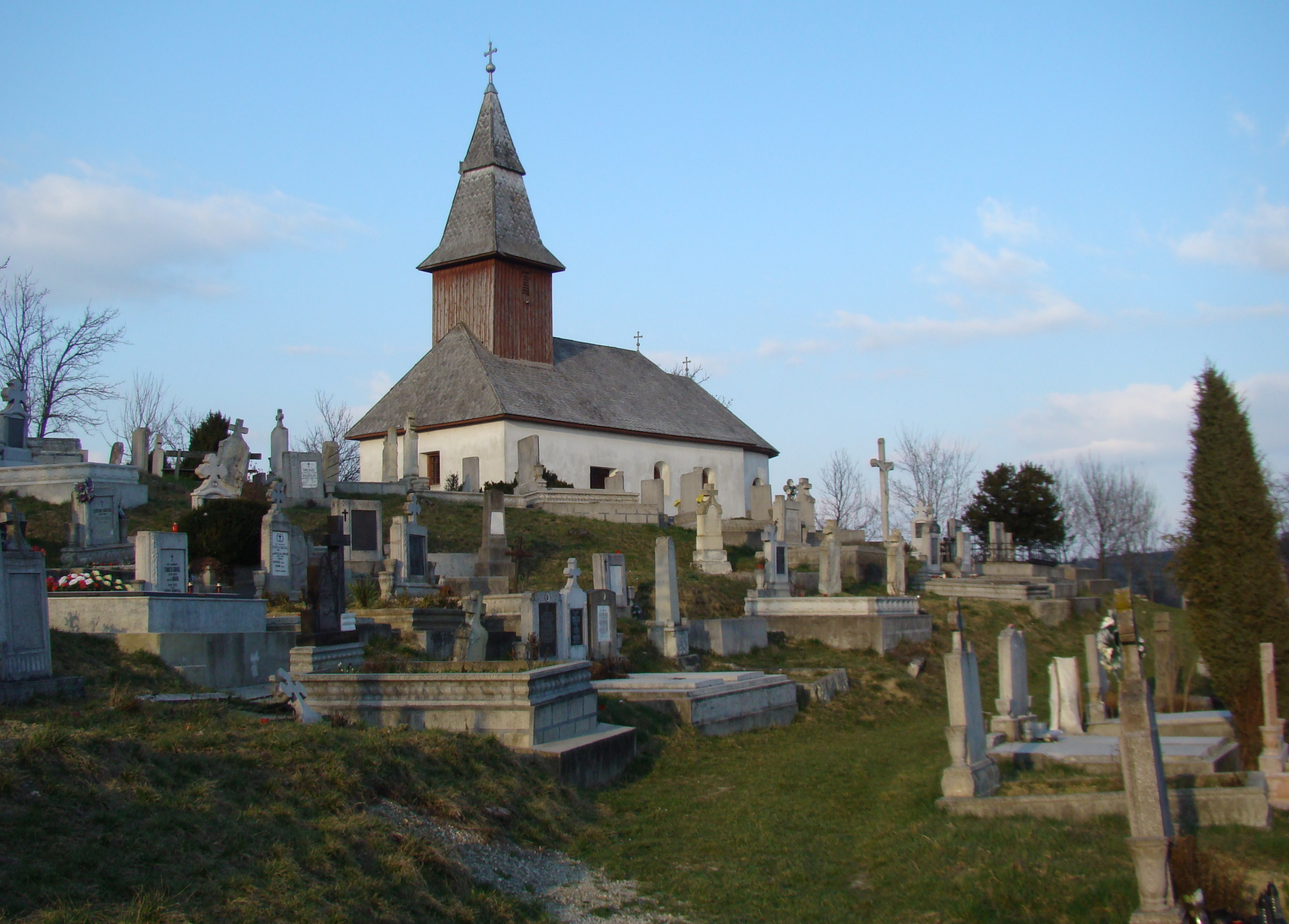
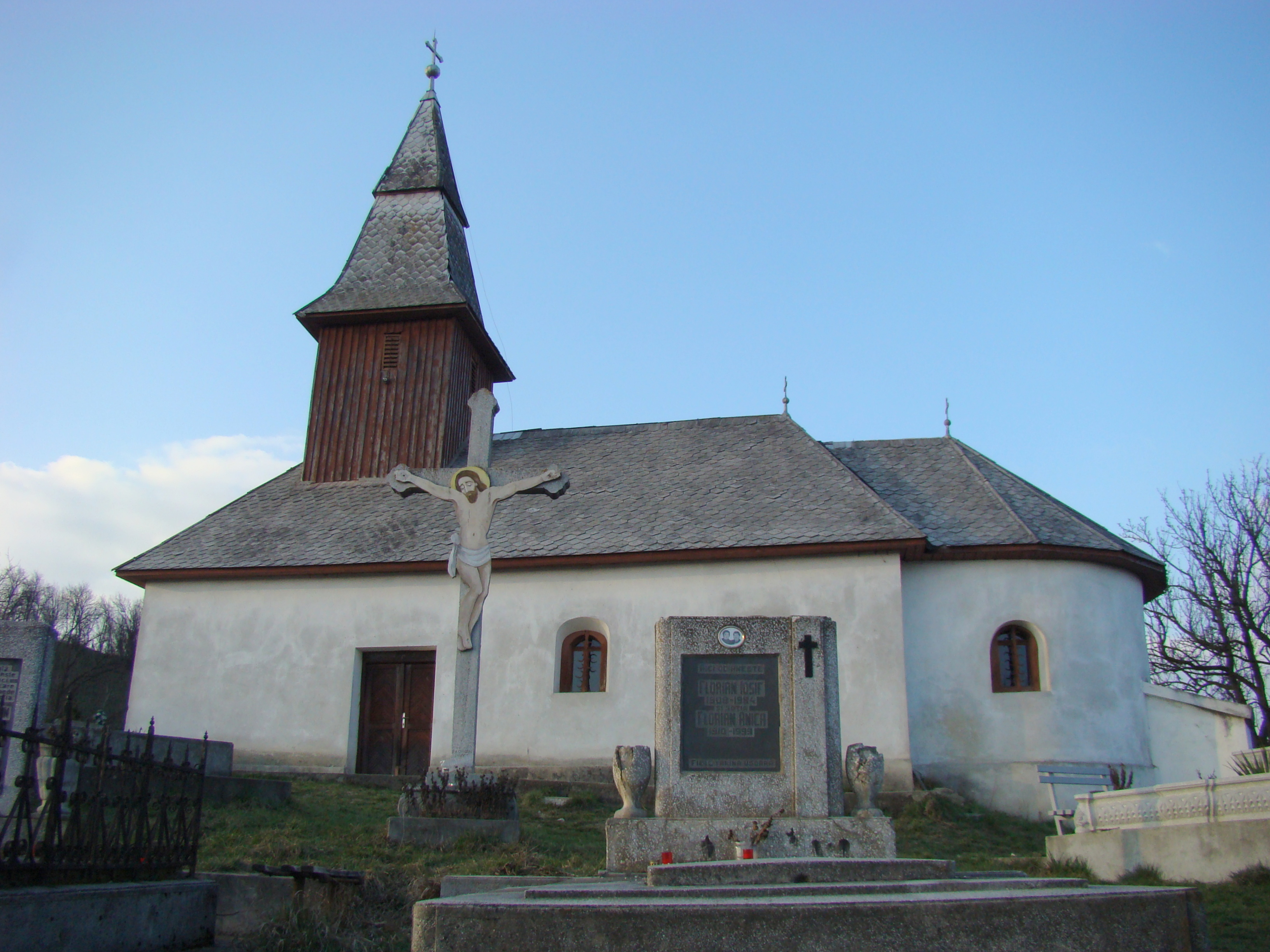
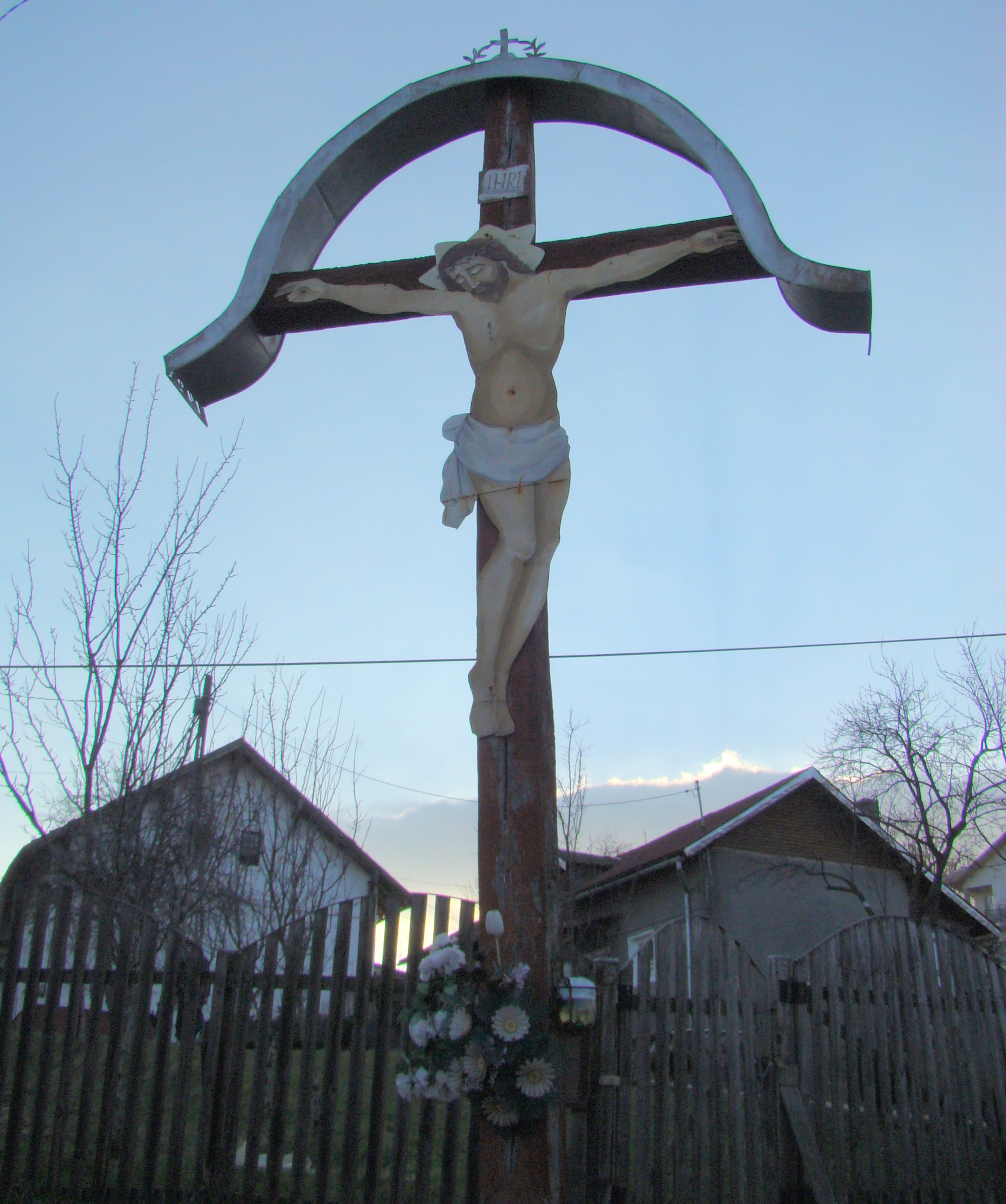
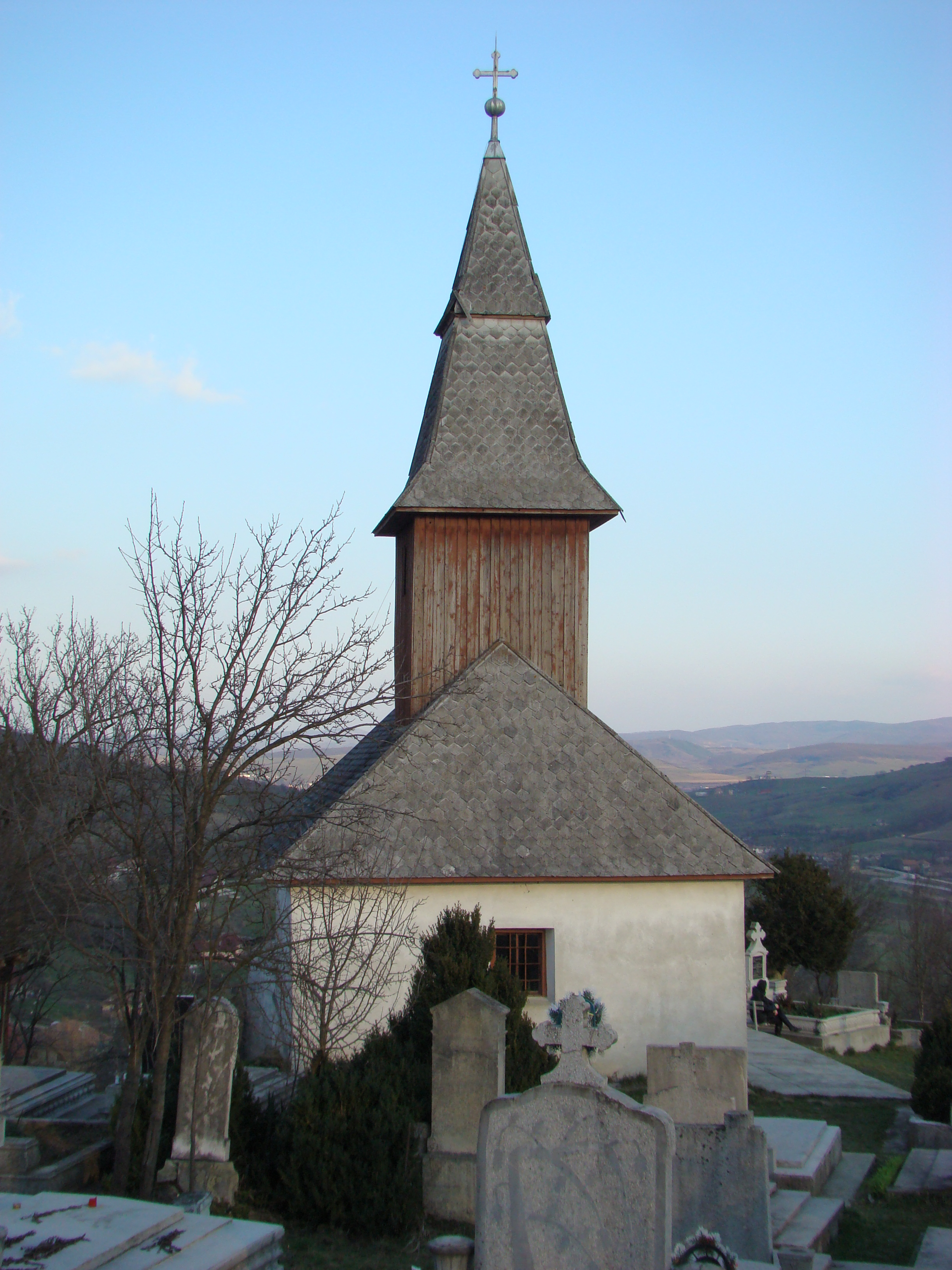
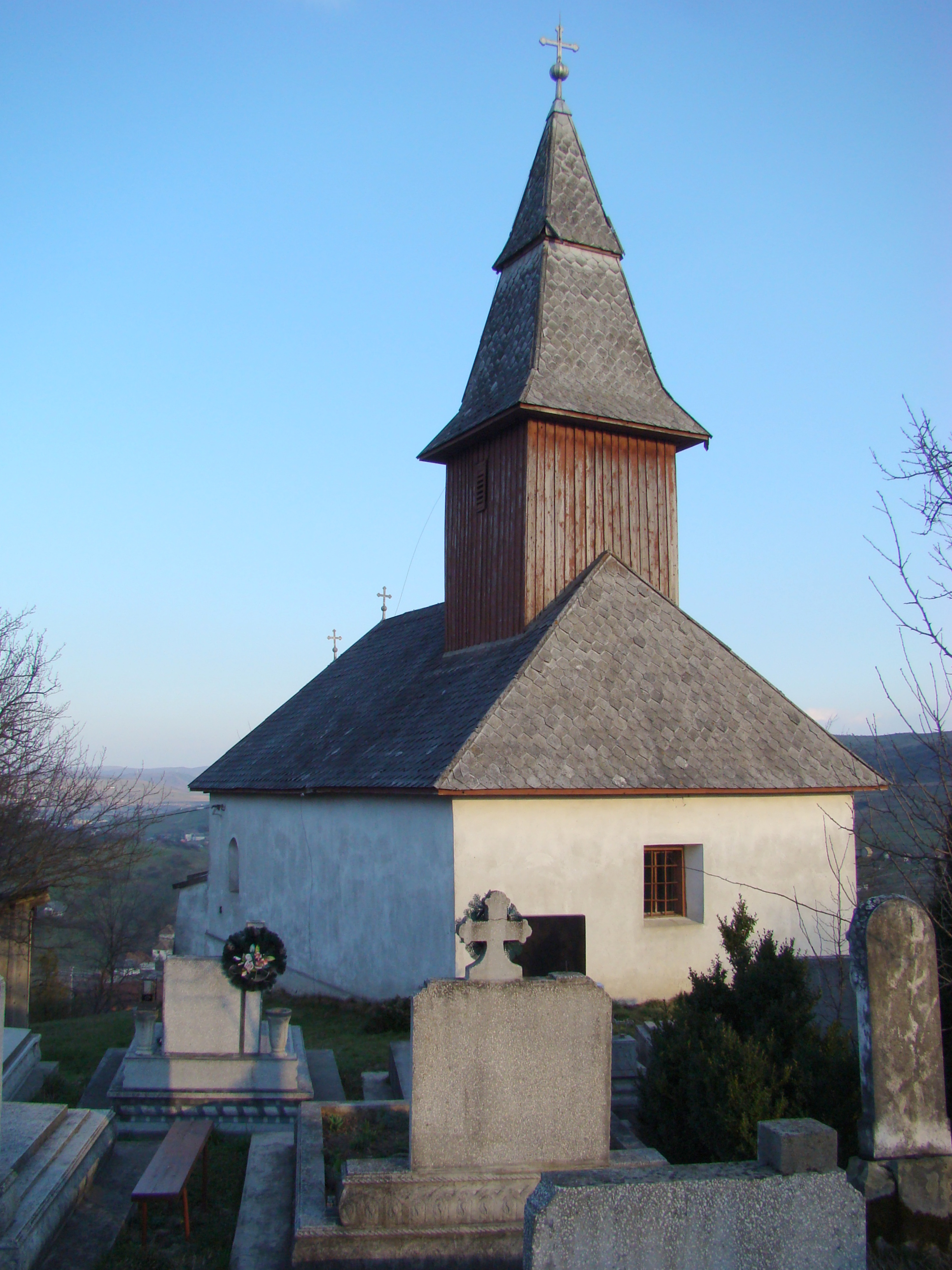
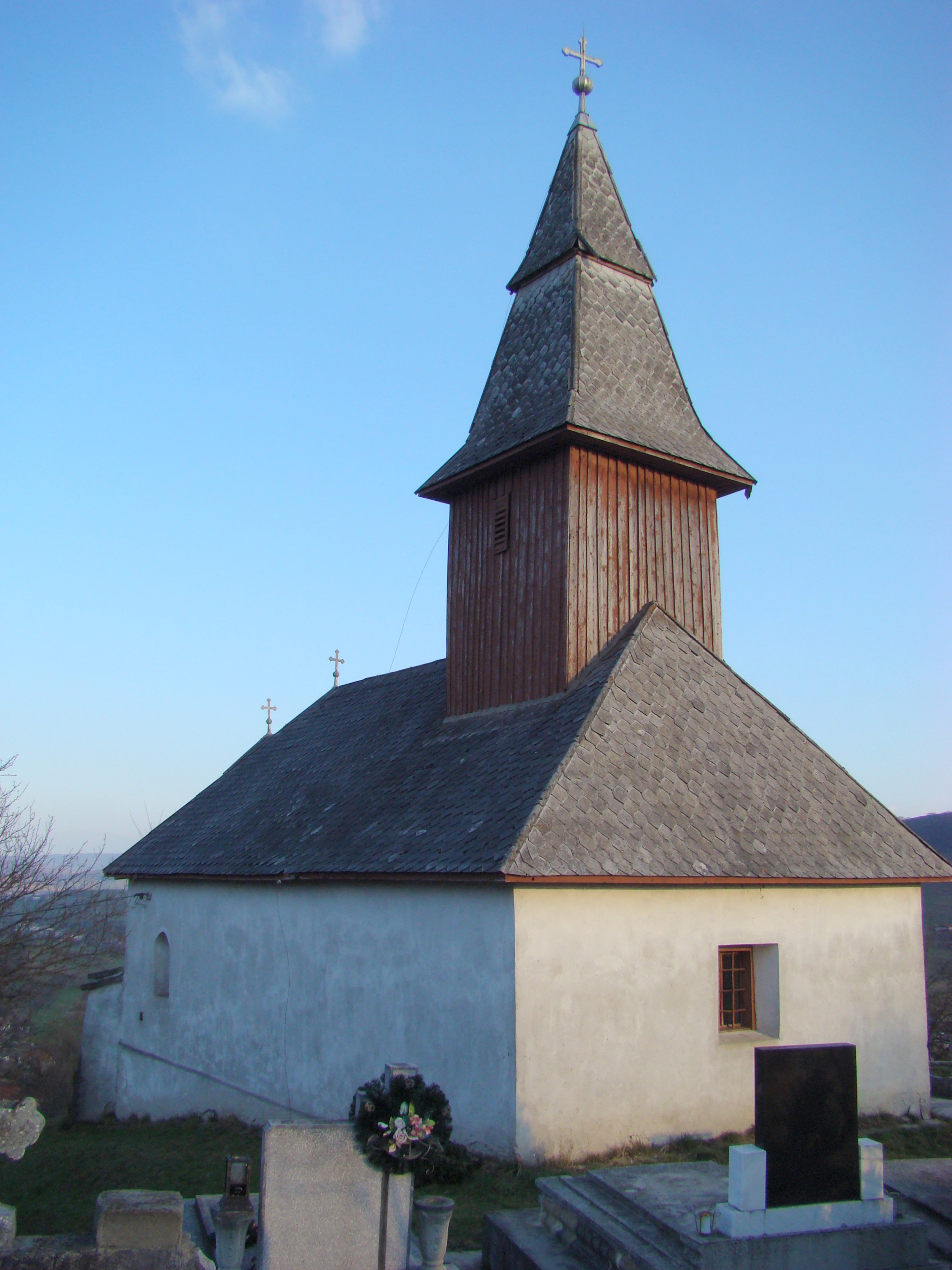
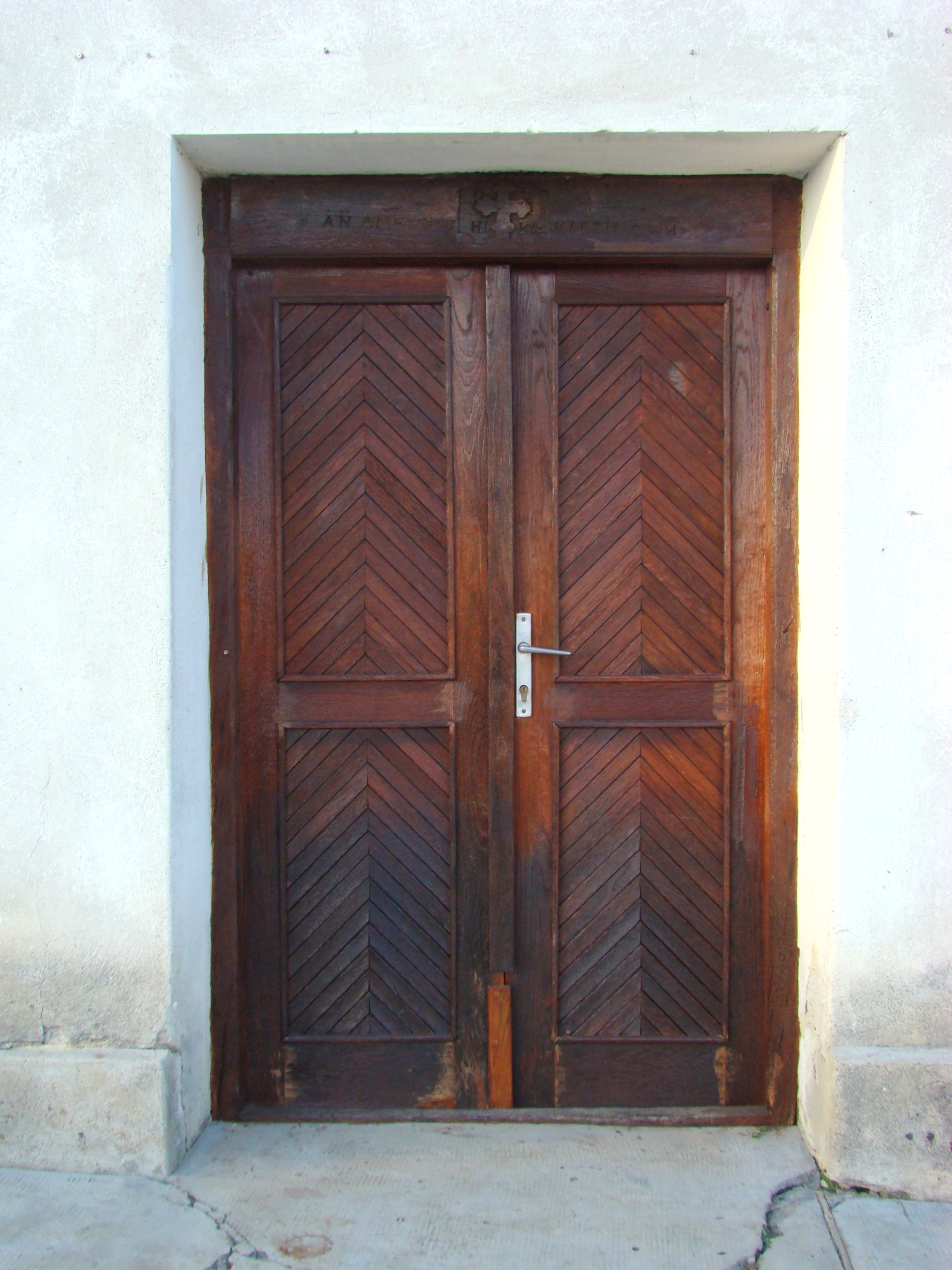
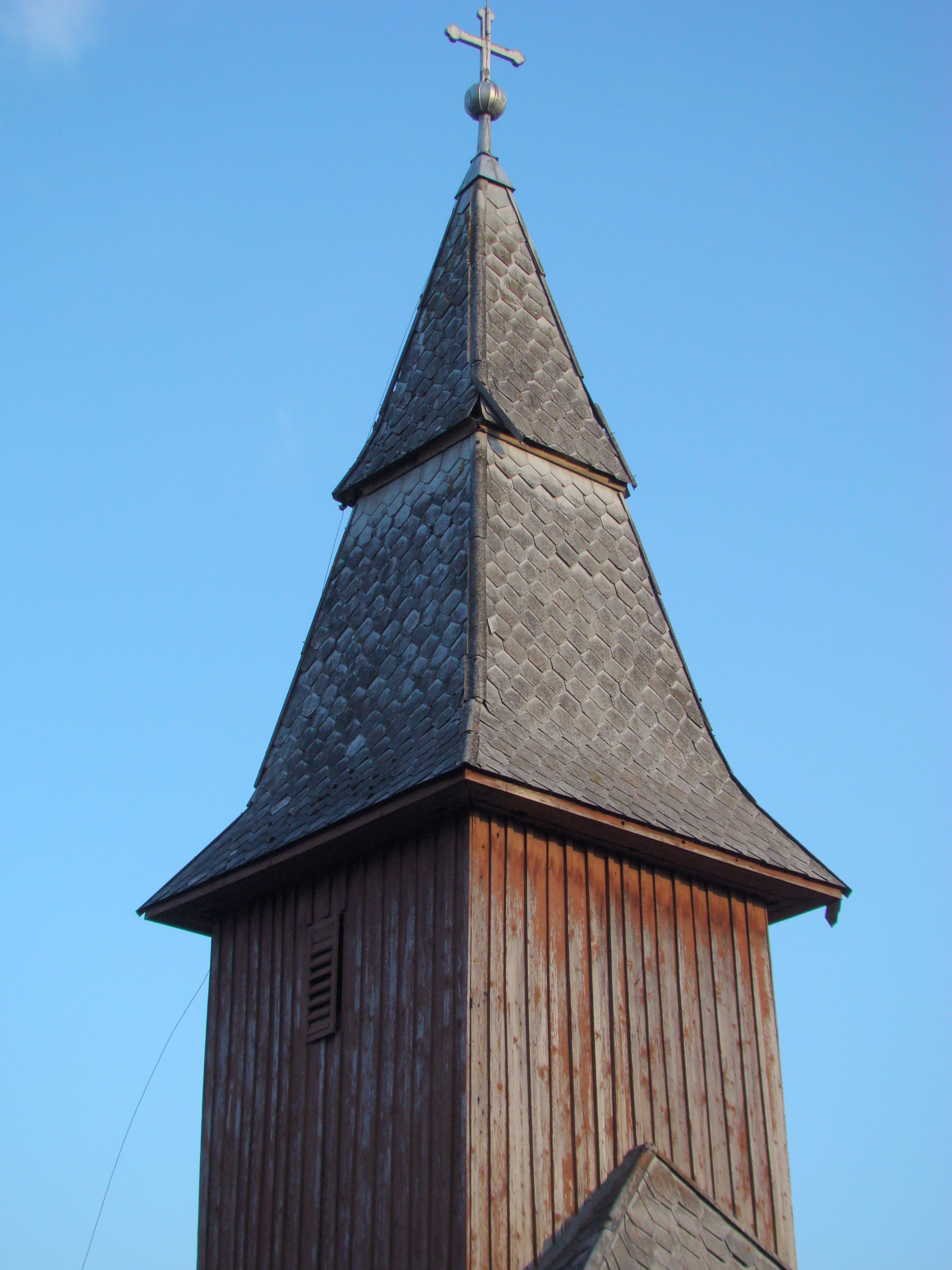
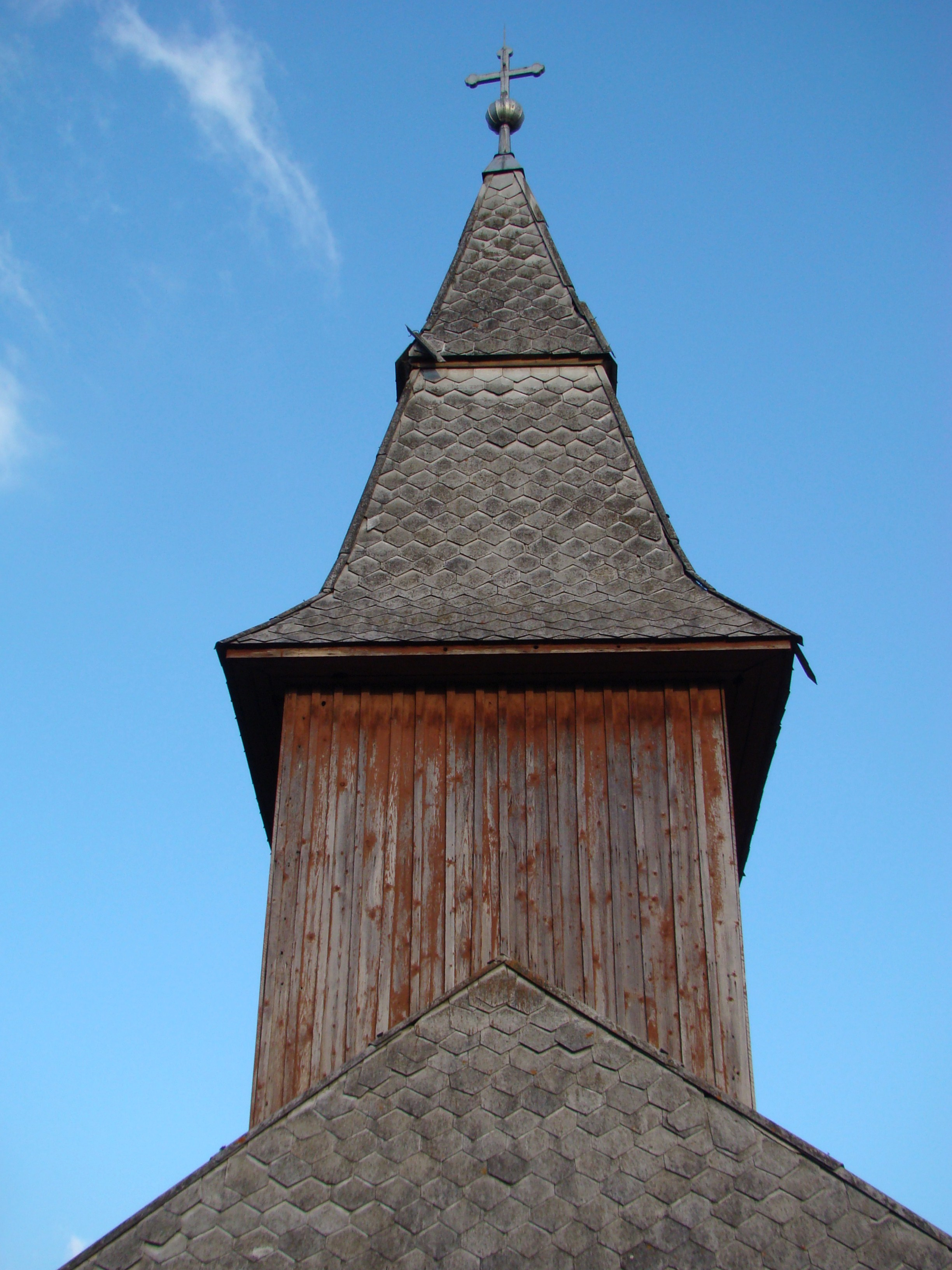
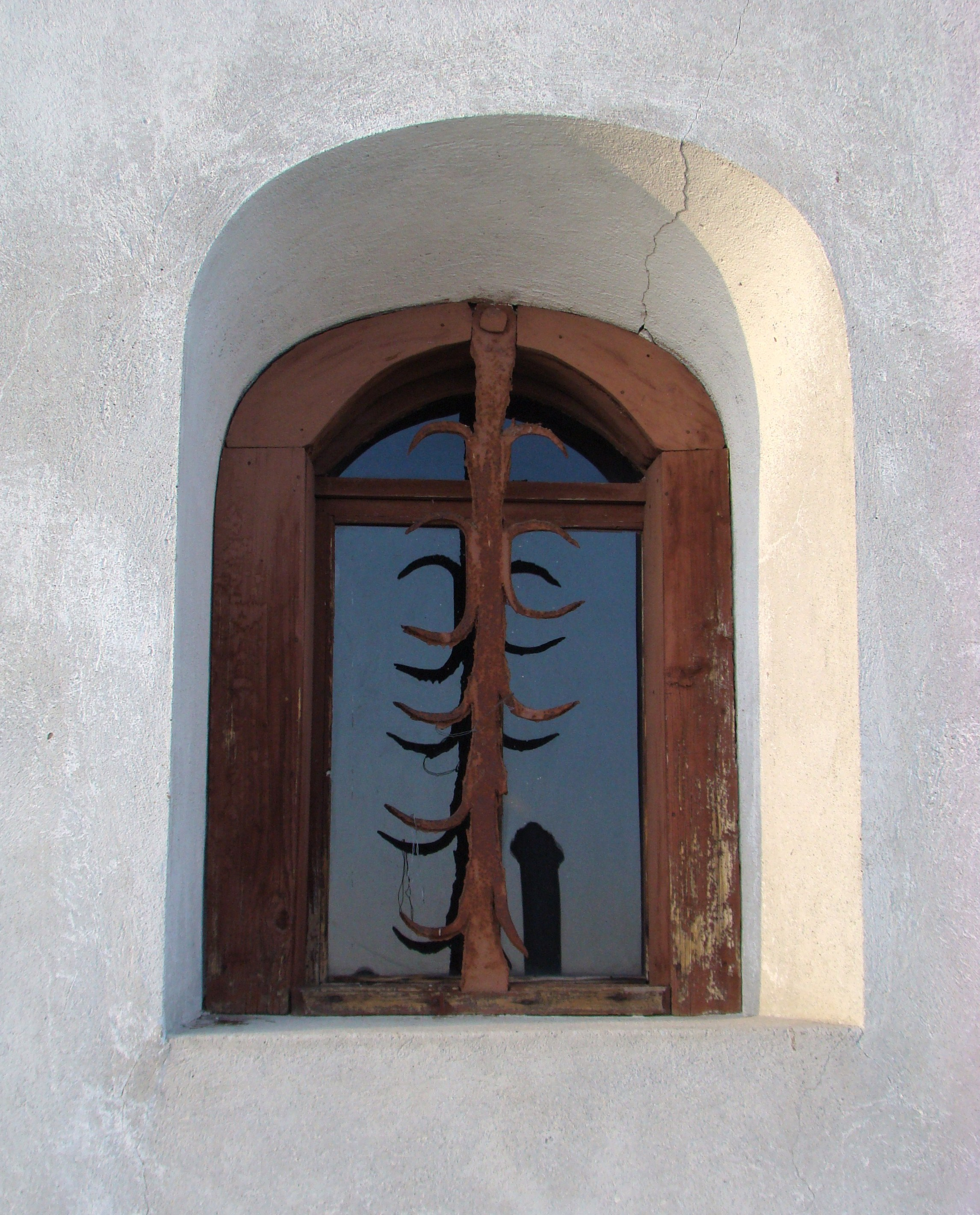
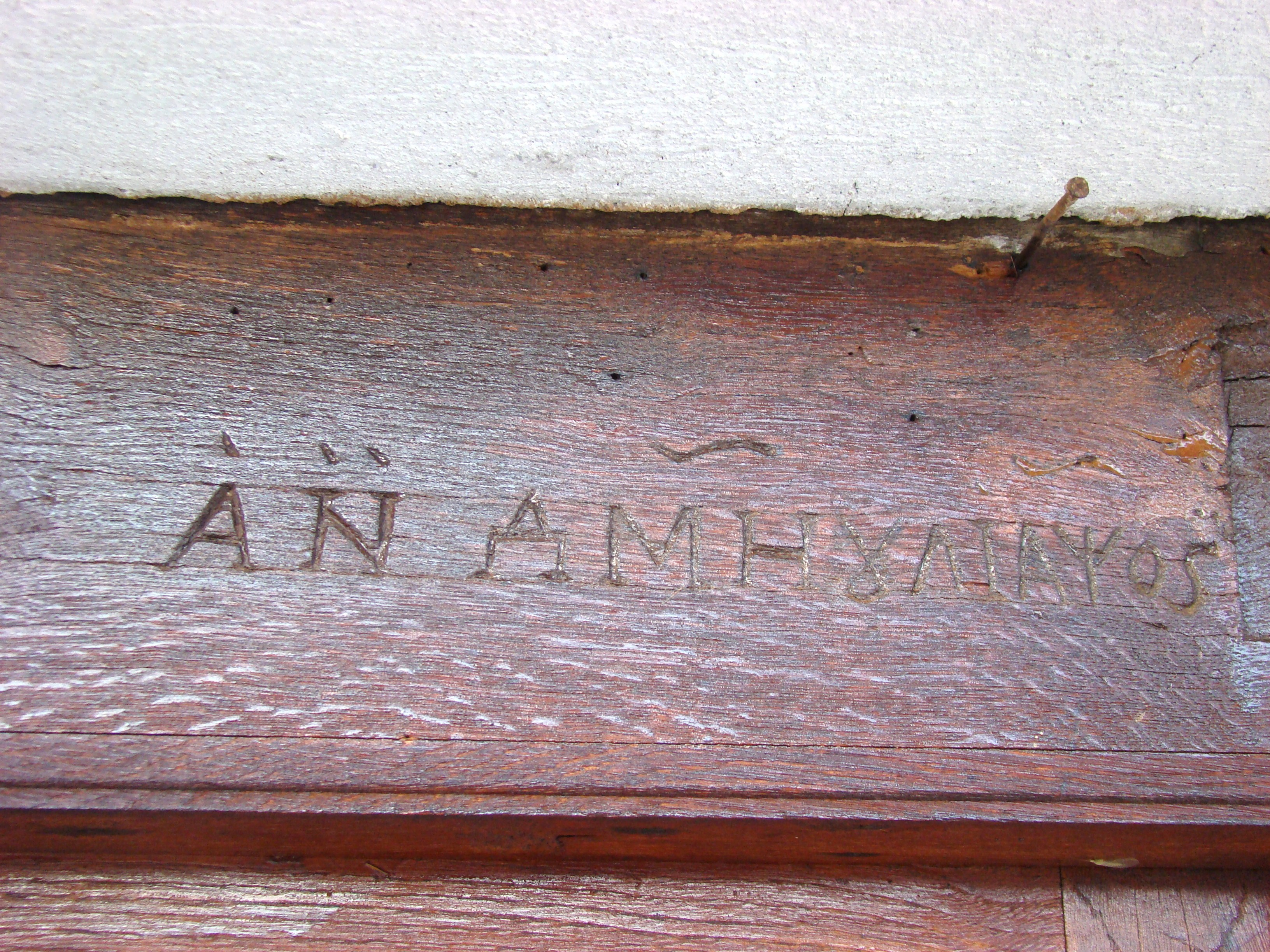
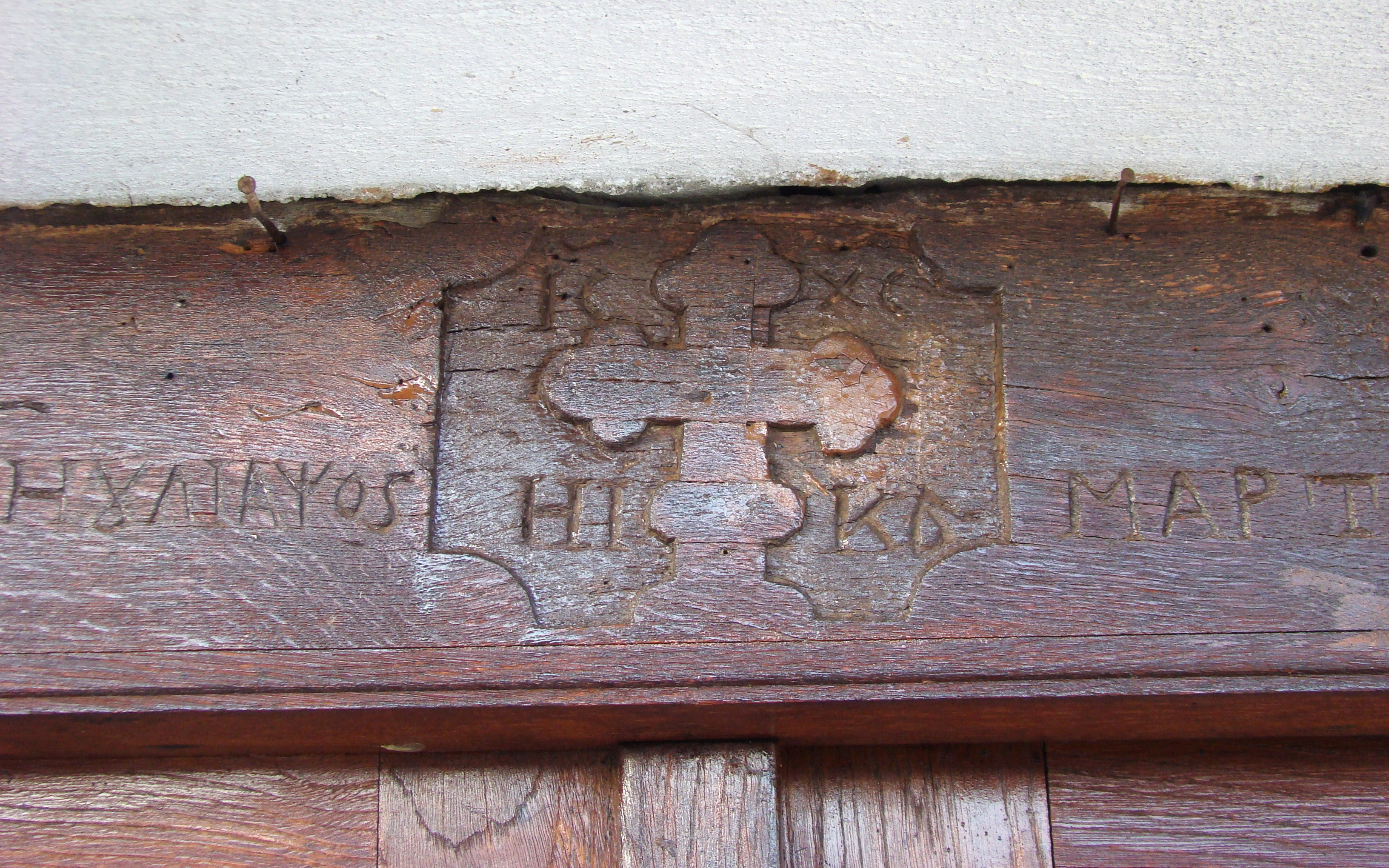
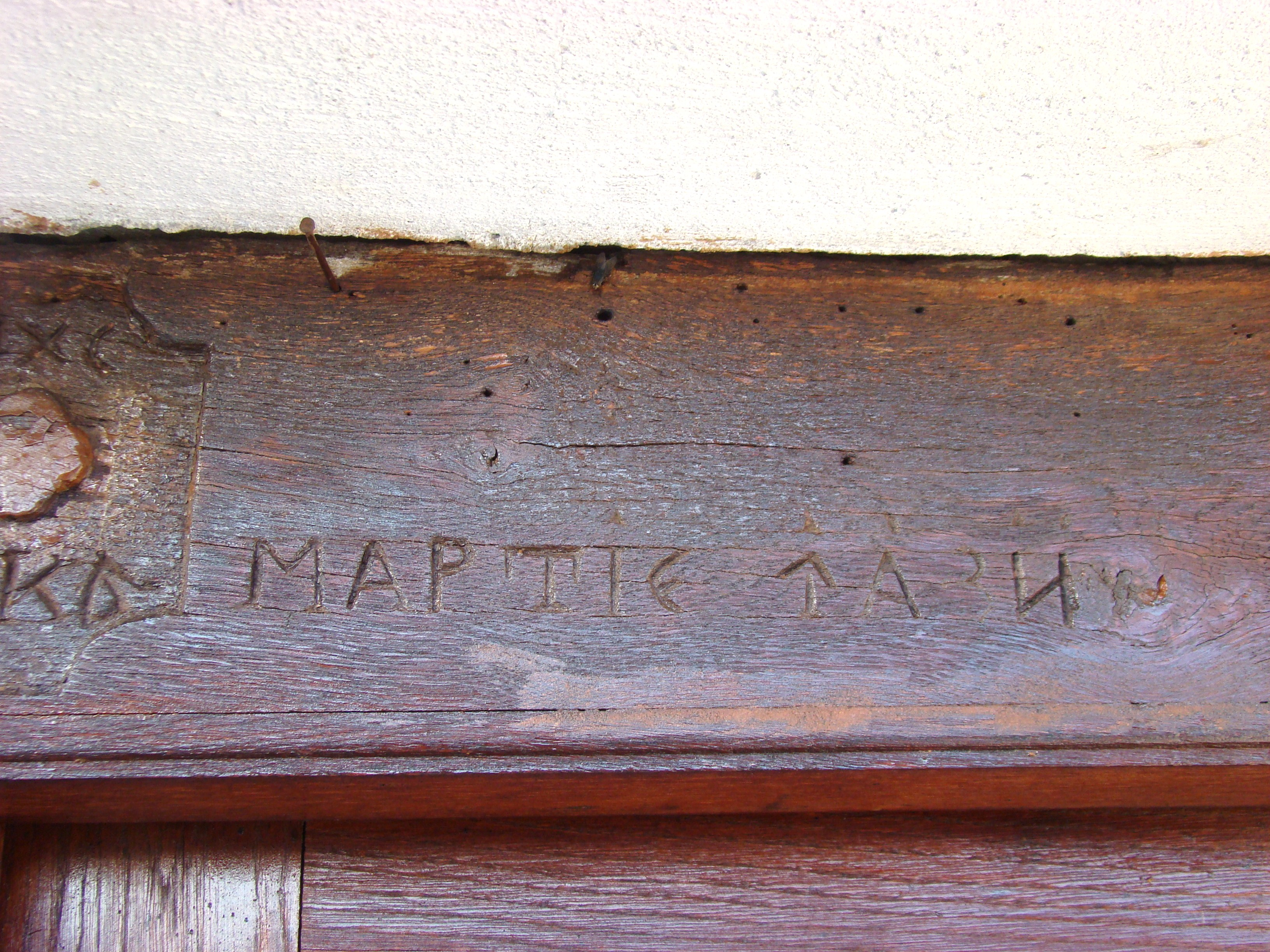
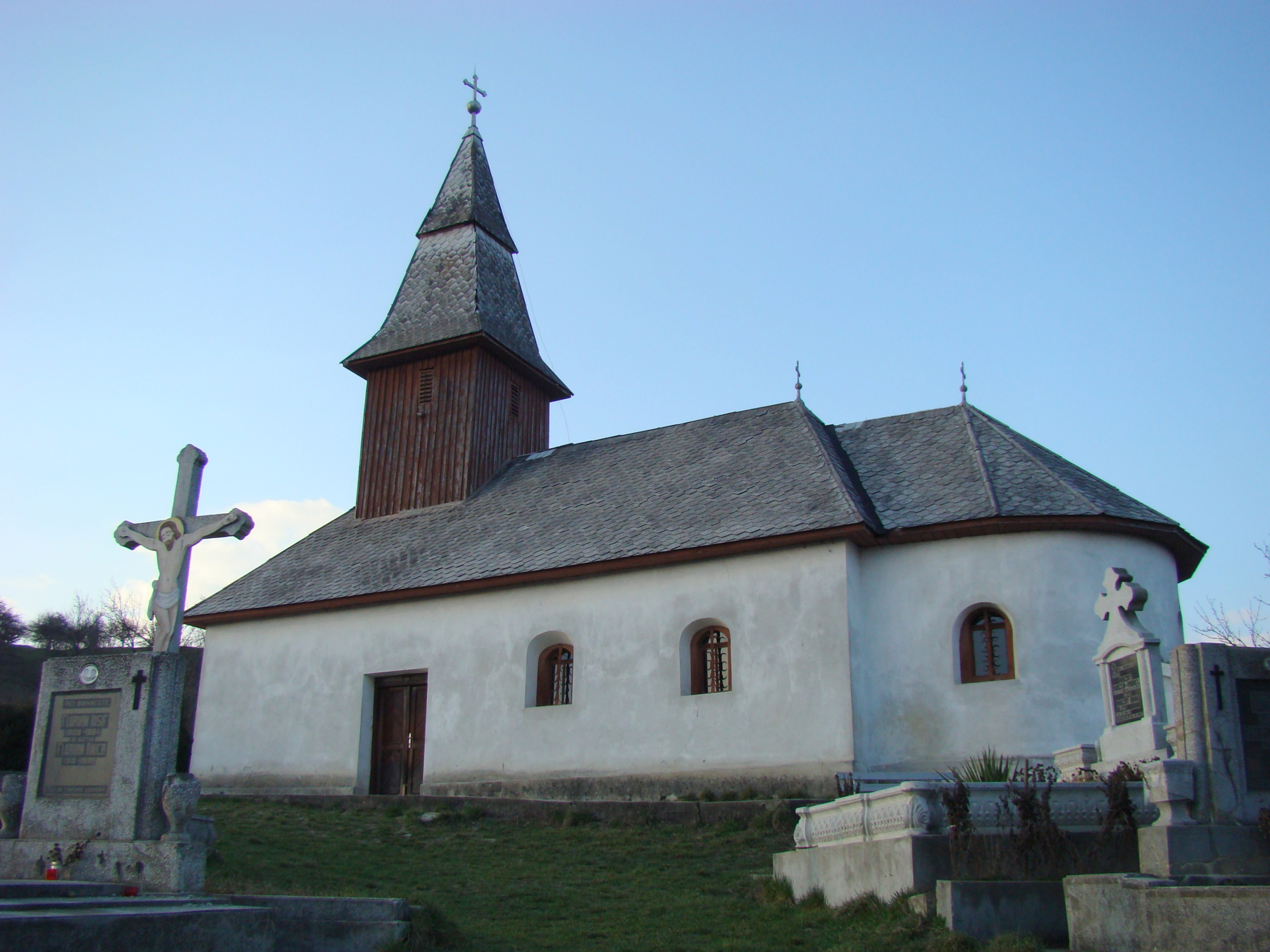
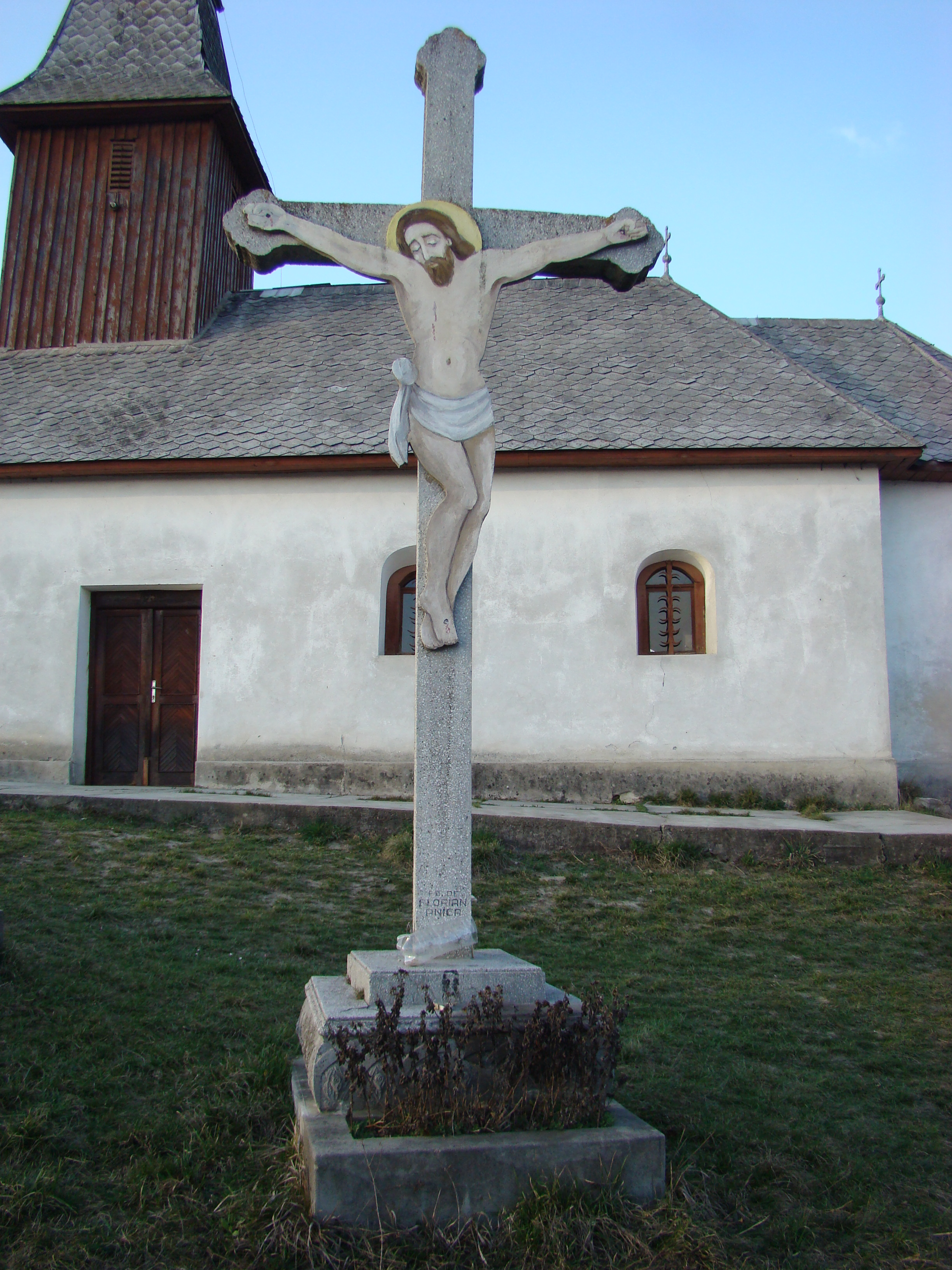
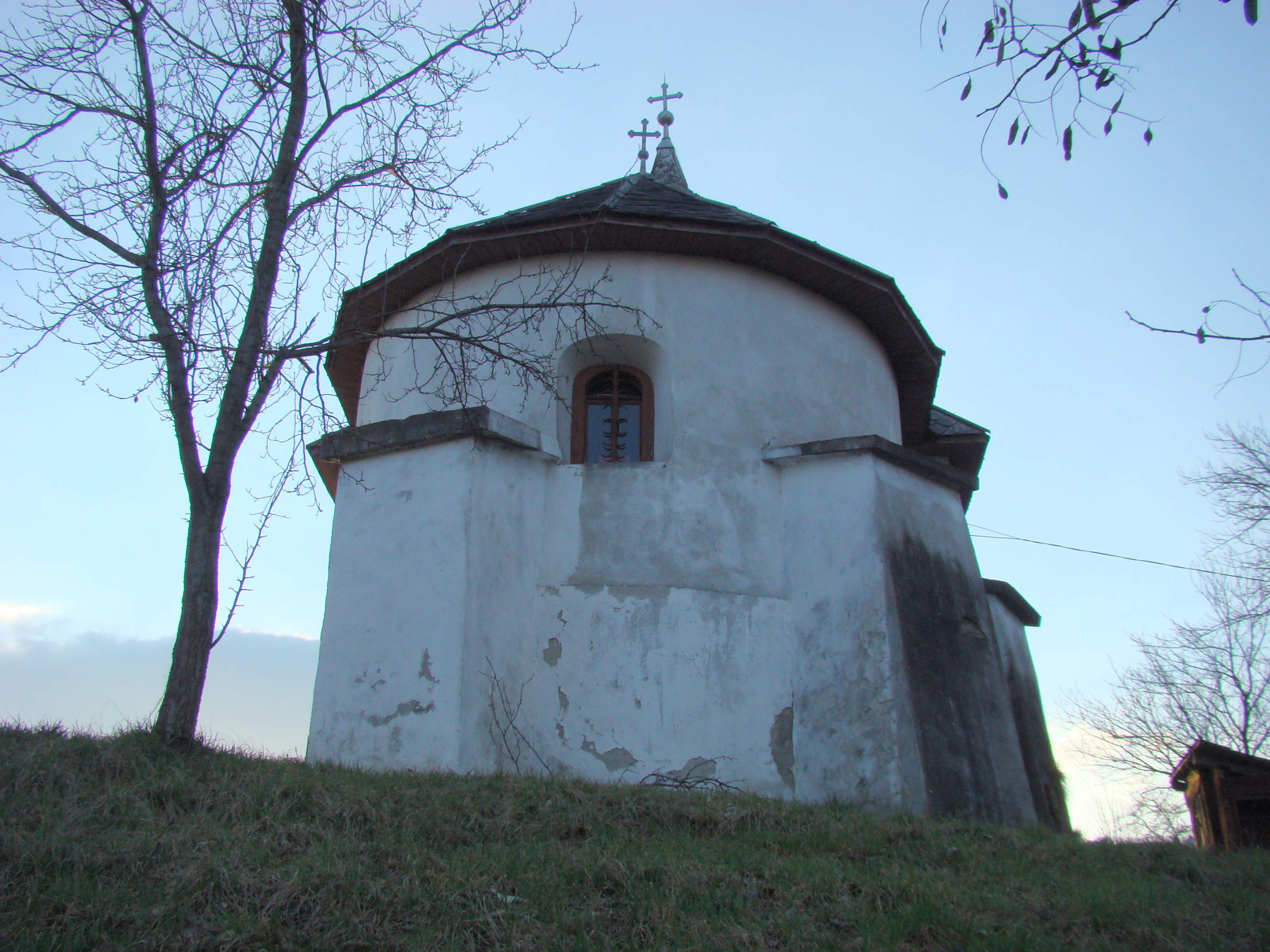
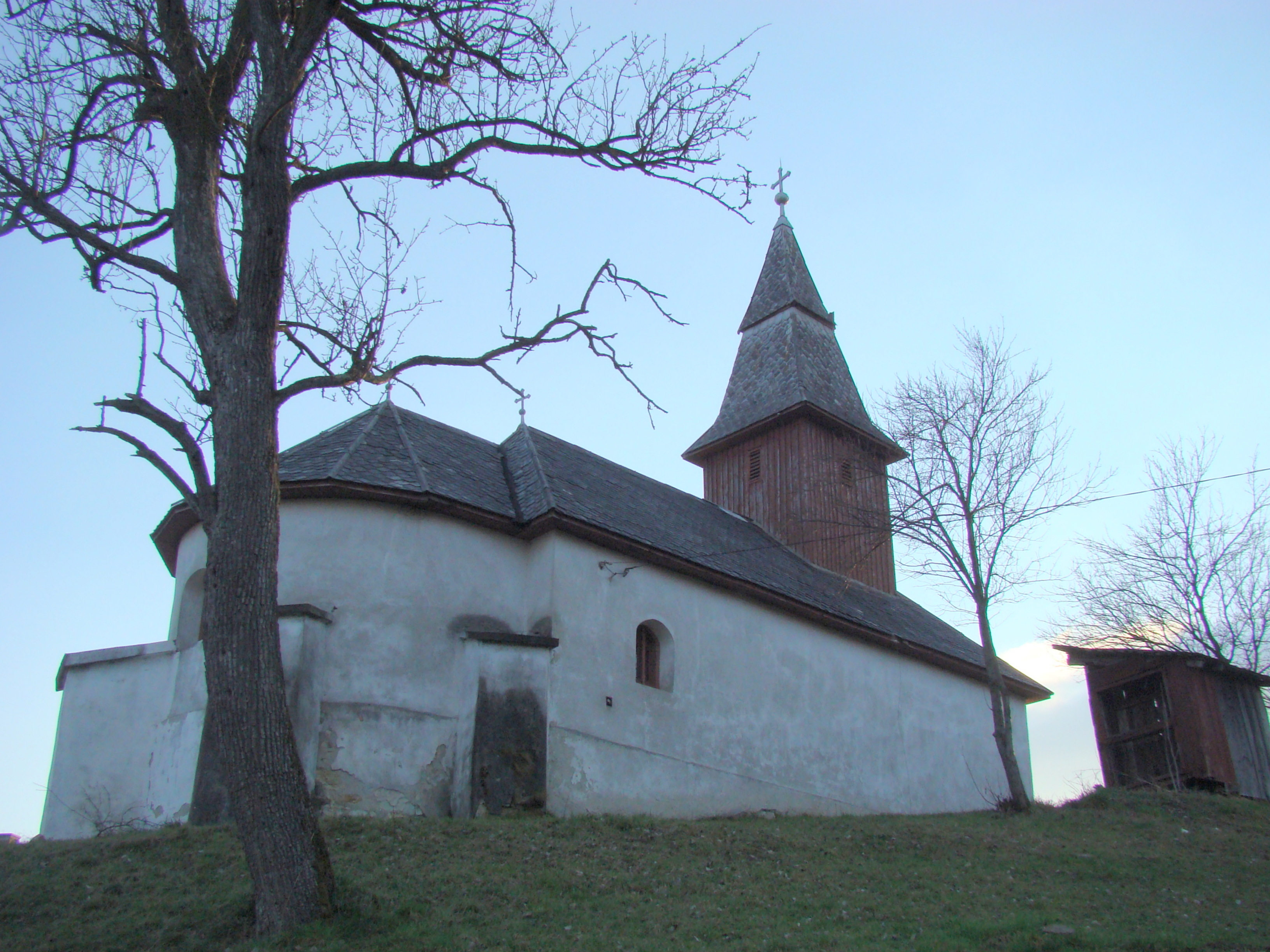
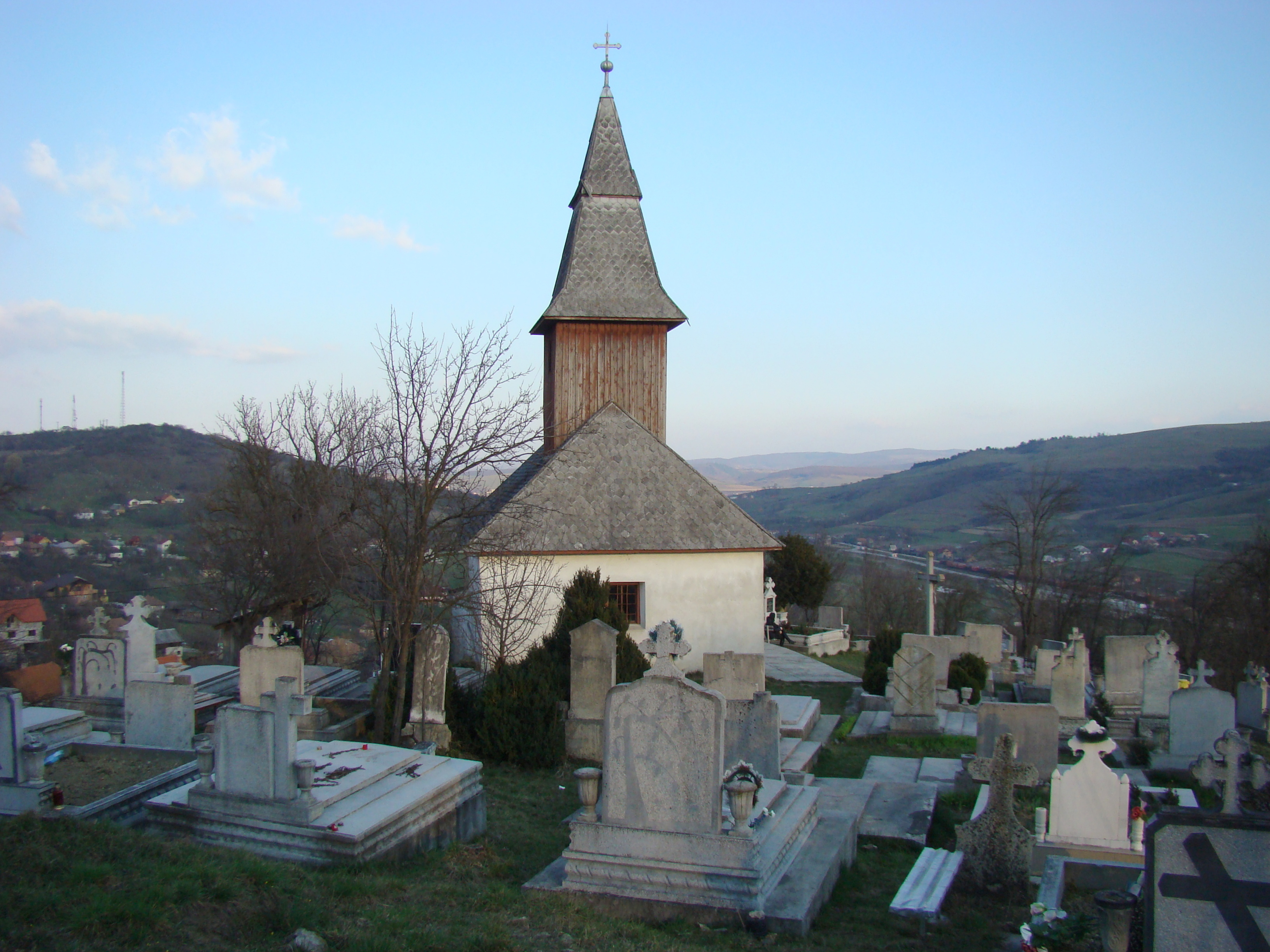

## Vezi și
- Ocna Dejului, Cluj
- Sfântul Gheorghe